# Suicidio entre jóvenes LGBT
Investigadores han hallado que en Estados Unidos el suicidio entre jóvenes adolescentes lesbianas, gay, bisexuales, transgénero, y aquellos que no están seguros de su sexualidad (LGBT) es comparativamente más alto que entre la población general, principalmente debido a la cultura heterocéntrica y la homofobia institucionalizada, incluyendo el uso de la población LGBT como una cuña política en el esfuerzo por paralizar la legalización del matrimonio igualitario. La depresión, el sentimiento de soledad, de incomprensión y el uso de drogas entre la población LGBT de Estados Unidos se han visto aumentar significativamente tras la aprobación de leyes en algunos estados del país que discriminan a homosexuales.

## Informes y estudios
Approximately 25 percent of lesbian, gay and bisexual students and university employees have been harassed due to their sexual orientation, as well as a third of those who identify as transgender, according to the study and reported by the Chronicle of Higher Education.
Aproximadamente el 25% de estudiantes y empleados universitarios lesbianas, gays y bisexuales han sido acosados debido a su orientación sexual, así como un tercio de aquellos que se identifican como transgénero, de acuerdo al estudio mencionado en el Chronicle of Higher Education.
LGBT Students Harassed At Colleges Nationwide, New Report Says , Huffington Post

LGBT students are three times as likely as non-LGBT students to say that they do not feel safe at school (22% vs. 7%) and 90% of LGBT students (vs. 62% of non-LGBT teens) have been harassed or assaulted during the past year.
Los estudiantes LGBT tienen una probabilidad de sentirse inseguros en la escuela tres veces mayor (un 22% frente a un 7%) y el 90% de los estudiantes LGBT (frente a un 62% en los adolescentes no LGBT) han sido acosados o agredidos físicamente durante el año anterior [al estudio].
The Trevor Project

Además, «los estudiantes LGBT tenían una mayor probabilidad de haberse planteado seriamente abandonar su institución [educativa] como resultado del acoso y la discriminación.» Susan Rankin, una de los autores del informe de Miami, encontró que «de forma unívoca, el [informe] 2010 State of Higher Education for LGBT People («Estado de la educación superior para personas LGBT en 2010») demuestra que los estudiantes, profesores y empleados LGBTQ viven un ambiente "helado" de acoso en el campus y comunidades que son mucho menos que acogedoras.»
Un informe del gobierno de Estados Unidos, titulado Report of the Secretary's Task Force on Youth Suicide («Informe del grupo de trabajo del Secretario sobre el suicidio juvenil»), publicado en 1989, encontró que los jóvenes LGBT tienen una probabilidad cuatro veces mayor de intentar suicidarse que otros jóvenes. Esta mayor incidencia de pensamientos suicidas y de problemas mentales en general entre adolescentes homosexuales en comparación con sus compañeros heterosexuales, ha sido atribuido al estrés producido por ser una minoría.
A pesar de que es imposible saber el porcentaje de suicidios de jóvenes LGBT, debido a que la sexualidad y el género de estas minorías muy a menudo está oculto, especialmente en estas edades. El fenómeno está siendo estudiado para explicar las causas concretas. En 2004, 1985 adolescentes estadounidenses menores de 20 años se suicidaron, un incremento del 18% respecto al año anterior. «Más de 34.000 personas fallecen a causa del suicidio al año», convirtiéndola «en la tercera causa de muerte entre las personas de 15 a 24 años[,] con jóvenes lesbianas, gais y bisexuales intentando el suicidio cuatro veces más frecuentemente que sus compañeros heterosexuales.»
En España también se da la homofobia en las aulas, con el peligro de suicidio que conlleva. En un estudio realizado por la federación COLEGAS entre 30.000 estudiantes andaluces de ESO y Universidad, el «81% consideran que si un integrante de su clase se definiera en público como gay, lesbiana, bisexual o transexual, sería discriminado». Un estudio de COGAM (2008) muestra que en el 31% de los agresores de homosexuales era un compañero de clase.

## Homofobia institucionalizada e internalizada
La homofobia institucionalizada e internalizada también puede llevar a los jóvenes LGBT a no aceptarse y tener conflictos internos profundos sobre su orientación sexual. Los jóvenes LGBT también son expulsados del seno familiar con relativa frecuencia a una edad temprana, tras salir del armario.
La homofobia, independientemente de como se haya llegado a ella, puede ser el origen del acoso escolar. Como se vio en los suicidios de nueve jóvenes LGBTQ ocurridos en septiembre de 2010 en Estados Unidos, el acoso grave puede llevar al suicidio. El acoso no tiene por qué ser físico, sino que puede ser emocional, viral, sexual o racial. El acoso físico suele consistir en patadas o puñetazos, mientras que el «acoso emocional» consiste en insultos, creación de rumores y otros tipos de abuso verbal. El «abuso viral» o «ciberacoso» incluye el envío de textos o mensajes del tipo anterior en Facebook, Twitter u otras redes de comunicación social. El «acoso sexual» suele consistir en tocamientos, gestos y chistes obscenos; finalmente el «acoso racial» está relacionado con los estereotipos y la discriminación.
El acoso escolar puede ser interpretado como un tipo de «rito de paso», pero diversos estudios han mostrado que tiene efectos físicos y psicológicos negativos. «Jóvenes pertenecientes a minorías sexuales o adolescentes que se identifican como gais, lesbianas o bisexuales, son acosados dos o tres veces más que los heterosexuales» y «casi todos los estudiantes transgénero han sido acosados verbalmente (p.ej. insultados o amenazados en el año anterior [al estudio] debido a su orientación sexual (89%) y a la expresión de su género (89%)», de acuerdo al estudio Harsh Realities, The Experiences of Transgender Youth In Our Nation’s Schools («Dura realidad, las experiencias de jóvenes transgénero en las escuelas de nuestra nación») del Gay, Lesbian and Straight Education Network.
El asunto ha sido fuertemente discutido en los medios de comunicación en los últimos años en Estados Unidos, y más aún en septiembre y octubre de 2010. El presidente de los EE. UU., Barack Obama, ha realizado un vídeo en la página web de la Casa Blanca como parte del proyecto It Gets Better. La primera dama, Michelle Obama, ha atribuido ese tipo de comportamiento acosador al ejemplo que dan los padres, que en la mayoría de los casos, es seguido por los hijos.

## The Trevor Project
The Trevor Project (El proyecto Trevor) fue fundado por el escritor James Lecesne, la directora de cine y productora Peggy Rajski y el productor Randy Stone, creadores del corto Trevor, ganador del Óscar al mejor corto en 1994, sobre un chico gay de 13 años que, tras ser rechazado por sus amigos a causa de su homosexualidad, trata de quitarse la vida. Se trata de una ONG de Estados Unidos que gestiona la única línea telefónica especializada en jóvenes LGBTQ suicidas a nivel nacional, 24 horas al día. El proyecto «tiene como objetivo acabar con el suicidio entre jóvenes LGBTQ ofreciendo recursos para salvar vidas y apoyar la vida, incluyendo nuestra línea telefónica para salvar vidas 24 horas al día 7 días a la semana, una comunidad digital y programas educacionales para crear un ambiente seguro, que apoye y positivo para todos.»